# Джексон, Мик (режиссёр)
Мик Дже́ксон (англ. Mick Jackson; род. 4 октября 1943, Грейс) — английский режиссёр и телепродюсер.

## Биография
С 1973 по 1987 год начинающий режиссёр снимал документальные фильмы и ставил драматические спектакли для BBC TV и Channel 4.
После переезда в Голливуд снимал художественные фильмы, самым известным из которых стал созданный в 1992 году «Телохранитель», в котором главные роли исполнители Кевин Костнер и Уитни Хьюстон.
В 2010 году Мик Джексон получил премию «Эмми» за постановку биографического телевизионного фильма «Тэмпл Грандин». Помимо этой награды у него также имеется три премии Британской академии кино и телевидения, полученные в категории «Лучший драматический сериал», и награда Гильдии режиссёров Америки за выдающиеся достижения в режиссуре телевизионных фильмов/мини-сериалов.

## Режиссёрские работы
- 1984 — Нити / Threads
- 1986 — Юрий Носенко: двойной агент / Yuri Nosenko: Double Agent
- 1987 — История жизни[англ.] / Life Story
- 1988 — Очень британский переворот[англ.] / A Very British Coup
- 1989 — Чаттахучи / Chattahoochee
- 1991 — Лос-анджелесская история / L.A. Story
- 1992 — Телохранитель / The Bodyguard
- 1994 — Девственно чистая память / Clean Slate
- 1995 — Обвинительный акт: Суд над Макмартинами / Indictment: The McMartin Trial
- 1997 — Вулкан / Volcano
- 1999 — Вторники с Морри[англ.] / Tuesdays with Morrie
- 2002 — Как заработать 20 миллионов баксов[англ.] / The First $20 Million Is Always the Hardest
- 2002 — Прямой эфир из Багдада / Live from Baghdad
- 2006 — Прикрытие-Один: Фактор Аида[англ.] / Covert One: The Hades Factor
- 2010 — Тэмпл Грандин / Temple Grandin
- 2016 — Отрицание / Denial